# Alvaro del Portillo
Álvaro del Portillo Diez de Sollano  (n. 11 martie 1914, Madrid, Noua Castilie⁠(d), Spania – d. 23 martie 1994, Roma, Italia) a fost un episcop spaniol, primul succesor al Sfântului Josemaría Escrivá de Balaguer în fruntea Opus Dei. Era doctor inginer în construcții de drumuri și doctor în filozofie și drept canonic.
A fost beatificat la Madrid la 27 septembrie 2014.

## Viața
A fost al treilea dintre cei opt copii al unei familii creștine. În 1935 a intrat în Opus Dei, fondat de Sfântul Josemaría Escrivá de Balaguer la 2 octombrie 1928. A trăit cu desăvârșită fidelitate chemarea sa la Opus Dei, sfințindu-și activitatea profesională și împlinirea îndatoririlor zilnice. A desfășurat o intensă lucrare apostolică cu colegii de studiu și de serviciu.
Foarte curând a devenit cel mai statornic sprijin al Sfântului Josemaría și i-a rămas alături timp de 40 de ani, ca cel mai apropiat colaborator. La 25 iunie 1944 a fost hirotonisit preot. Începând de atunci s-a dăruit cu totul slujirii pastorale a membrilor Opus Dei și tututor persoanelor.

Stema episcopală a Mons. del Portillo.

În 1946 s-a stabilit la Roma, alături de Sf. Josemaría. Neobosit slujitor al Bisericii Catolice, pr. Alvaro își îndeplinește cu dăruire îndatoririle care i-au fost încredințate de Sfântul Scaun: consultant al mai multor congregații, participând activ la lucrările Conciliului Vatican II.
La 15 septembrie 1975, a fost ales ca prim succesor al Sfântului Josemaría Escrivá de Balaguer în fruntea Opus Dei. La 28 noiembrie 1982, Papa Ioan Paul al II-lea ridică Opus Dei la rangul de Prelatura personală și îl numește Prelat Opus Dei, iar la 6 ianuarie 1991 l-a hirotonit episcop. Guvernarea sa pastorală a fost caracterizată prin fidelitate față de mesajul și spiritul Fondatorului, într-o lucrare neobosită pentru a extinde apostolatele prelaturii, în slujirea bisericii.
În zori zilei de 23 martie 1994, la doar câteva ore de la întoarcerea din pelerinajul în Țara Sfântă, unde a urmărit cu adâncă evlavie drumul pământesc al lui Isus Cristos, de la Nazaret la Sfântul Mormânt, Domnul îl cheamă la El pe acest bun și credincios slujitor al Său. În dimineața dinainte, celebrase ultima sa Liturghie la Cenaclul din Ierusalim.
Procesul de canonizare a început în anul 2004. Sfântul Părinte Benedict al XVI-lea a declarat pe data de 28 iunie 2012 eroismul virtuților creștine ale Venerabilui Slujitor al lui Dumnezeu, pe data de 5 iulie 2013 Papa Francisc a confirmat un miracol atribuit mijlocirii sale și a fost beatificat în data de 27 septembrie 2014 la Madrid.

## Publicați
- Del Portillo, Álvaro (1977). Fieles y Laicos en la Iglesia. Eunsa. ISBN 9788431301309.

- Del Portillo, Álvaro (1990). Escritos sobre el sacerdocio. Ediciones Palabra. ISBN 9788471187215.

- Del Portillo, Álvaro (1982). Descubrimientos y exploraciones en las costas de California, 1532-1650. Ediciones Rialp. ISBN 9788432121890.

- Del Portillo, Álvaro (1993). Entrevista sobre el fundador del Opus Dei. Ediciones Rialp. ISBN 9788432129728.

- Del Portillo, Álvaro (1992). Una vida para Dios: Reflexiones en torno a la figura de Monseñor Josemaría Escrivá de Balaguer. Ediciones Rialp. ISBN 9788432128639.

- Del Portillo, Álvaro (1988). Estudios sobre Camino. Ediciones Rialp. ISBN 9788432124532.

### Biografie
- Bernal Fernández, Salvador. ISBN 9788432131264 http://books.google.es/books?id=TYle1Ys2uuwC. Parametru necunoscut |editorial= ignorat (posibil, |publisher=?) (ajutor); Parametru necunoscut |edición= ignorat (ajutor); Parametru necunoscut |año= ignorat (posibil, |year=?) (ajutor); Parametru necunoscut |título= ignorat (posibil, |title=?) (ajutor); Parametru necunoscut |páginas= ignorat (posibil, |pages=?) (ajutor); Lipsește sau este vid: |title= (ajutor)
- Medina Bayo, Javier. ISBN 9788432142192. Parametru necunoscut |editorial= ignorat (posibil, |publisher=?) (ajutor); Parametru necunoscut |edición= ignorat (ajutor); Parametru necunoscut |uek= ignorat (ajutor); Parametru necunoscut |año= ignorat (posibil, |year=?) (ajutor); Parametru necunoscut |título= ignorat (posibil, |title=?) (ajutor); Parametru necunoscut |páginas= ignorat (posibil, |pages=?) (ajutor); Lipsește sau este vid: |title= (ajutor)
- Catret Mascarell, Amparo y Sánchez Marchori, Mar, Se llamaba Álvaro. Vida de Monseñor Alvaro del Portillo, Madrid, Palabra, 1999, 1ª, 31 pp.
- "Profilo biografico di mons. Alvaro del Portillo y Diez de Sollano", en Ateneo Romano De La Santa Cruz (ed.), Rendere amabile la verità: raccolta di scritti di Mons. Alvaro del Portillo, pastorali, teologici, canonistici, vari, Città del Vaticano, Libreria Editrice Vaticana, 1995, pp. 661–664.
- Illanes Maestre, José Luis, "Disponibilità e servizio. Un breve sguardo all'opera canonica, teologica ed ecclesiale di mons. Álvaro del Portillo", Annales Theologici, 8/1 (1994), pp. 13–21.
- Badrinas Amat, Benito, "Álvaro del Portillo y Diez de Sollano: la vida junto a un santo", în Paulino Castañeda Delgado și Manuel J. Cociña Y Abella (eds.), Testigos del siglo XX, Maestros del XXI. Actas del XIII Simposio de Historia de la Iglesia en España y América, Sevilla, 8 aprilie 2002, Córdoba, Publicaciones, Obra Social y Cultural CajaSur, 2003, pp. 383–394.
- Romano, Giuseppe, Don Álvaro: fidelidad día tras día, Roma, 1986, 31 pp.
- Amadeo de Fuenmayor Champín y Manuel J. Peláez, “Álvaro [José María Eulogio] del Portillo Diez de Sollano (1914-1994)”, în Diccionario crítico de Juristas españoles, portugueses y latinoamericanos (hispánicos, brasileños, quebequenses y restantes francófonos) [până noiembrie 2006], vol. II, tomo 1º (M-Va), Zaragoza-Barcelona, 2006, pp. 335–339, nr. 818.

### Repertoriu bibliografic
- Fernández Montes, J. Mario; Martínez Sánchez, Santiago; și González Gullón, José Luis, "Bibliografía general sobre los prelados del Opus Dei: Álvaro del Portillo", Studia et Documenta: Rivista dell’Istituto Storico san Josemaría Escrivá', vol. VI, nr. 6 (2012), pp. 469–515.